# Las Primaveras Invernadero
Las Primaveras Invernadero är en ort i Mexiko.   Den ligger i kommunen San Gabriel och delstaten Jalisco, i den södra delen av landet, 500 km väster om huvudstaden Mexico City. Las Primaveras Invernadero ligger 1 145 meter över havet och antalet invånare är 1 023.
Terrängen runt Las Primaveras Invernadero är kuperad österut, men västerut är den platt. Terrängen runt Las Primaveras Invernadero sluttar västerut. Runt Las Primaveras Invernadero är det ganska glesbefolkat, med 23 invånare per kvadratkilometer. Närmaste större samhälle är San Gabriel, 19,2 km väster om Las Primaveras Invernadero. Trakten runt Las Primaveras Invernadero består till största delen av jordbruksmark.